# Dangerous (chanson de M. Pokora)
Pour les articles homonymes, voir Dangerous.
Singles de M. Pokora
Mal de guerre
(2006) They Talk Shit About Me
(2008)
Singles par Timbaland
4 Minutes
(2008) Release
(2008)
Singles par Sebastian
Number One Fan
(2007) Tomorrow in the bottle
(2009)
Pistes de MP3
Catch Me If You Can
Dangerous est une chanson du chanteur de R'n'B M. Pokora. C'est le 1er single extrait de son 3e album, MP3. Le single est sorti le 24 janvier 2008. On retrouve la participation vocale de Timbaland et celle de son frère cadet, le rappeur Sebastian, ce premier ayant produit le titre.

## Clip vidéo
Le video clip est réalisé par Sylvain White.

## Liste des pistes
| #      | Titre                                       | Durée    |
| ------ | ------------------------------------------- | -------- |
| Single |                                             |          |
| 1.     | Dangerous (feat. Timbaland & Sebastian)     | 4 min 46 |
| 2.     | Don't Give My Love Away (feat. Ryan Leslie) | 3 min 36 |

## Performance dans les hit-parades

### Classement hebdomadaire
| Pays               | Meilleure position, |
| ------------------ | ------------------- |
| France             | 1                   |
| Belgique Wallonie  | 2                   |
| Bulgarie           | 5                   |
| Suède              | 15                  |
| Finlande           | 16                  |
| Turquie            | 18                  |
| République tchèque | 19                  |
| Suisse             | 28                  |
| Allemagne          | 32                  |
| Australie          | 55                  |
| Japon              | 65                  |
| Europe             | 26                  |
| France Club 40     | 2                   |

### Classement de fin d'année
| Classement (2008)                 | Position |
| --------------------------------- | -------- |
| Belgique (Wallonie) Singles Chart | 35       |
| Eurochart Hot 100                 | 74       |
| France Singles Chart              | 55       |